# Yoshi's Crafted World
Yoshi's Crafted World (ヨッシークラフトワールド?, Yosshī Kurafuto Wārudo, Yoshi Craft World) è un videogioco a piattaforme del 2019, sviluppato da Good-Feel e pubblicato da Nintendo per Nintendo Switch. Ottavo capitolo principale della serie Yoshi, il gioco è stato rivelato all'E3 2017 ed è stato pubblicato in tutto il mondo il 29 marzo 2019. Il gioco ha ricevuto recensioni generalmente positive da parte della critica e ha venduto 1,11 milioni di copie in tutto il mondo in soli tre giorni, rendendolo uno dei giochi più venduti della piattaforma.

## Trama
Gli Yoshi dell'omonima isola stanno attorno al sole dei desideri, una scultura circondata da gemme, ma a un certo punto arrivano Kamek e Baby Bowser che gliela vogliono rubare. Nello scontro, le gemme dei desideri finiscono per staccarsi dal sole e spargersi nell'isola, ed è compito di Yoshi recuperarle tutte e rimettere a posto il manufatto prima che ci riescano Kamek e Baby Bowser.

## Modalità di gioco
Il gioco è un platform a scorrimento laterale in cui i personaggi 3D vengono spostati su un piano 2.5D. Il giocatore è anche in grado di muoversi e interagire in una terza dimensione in parti di alcuni livelli e ha la possibilità di lanciare uova su scenari e altri elementi in primo piano e sullo sfondo. Al di fuori di questa nuova meccanica, il gioco è simile ai precedenti giochi della serie Yoshi, in cui il giocatore può usare la lingua di Yoshi per mangiare nemici o altri oggetti, trasformarli in uova e lanciarli verso l'esterno nel livello. Il gioco presenta una modalità multiplayer a due giocatori, in cui ogni giocatore manovra il proprio Yoshi attraverso i livelli del gioco.

## Sviluppo
Annunciato nel corso dell'Electronic Entertainment Expo 2017, il gioco era atteso per il 2018, ma la data di lancio fu poi spostata al 2019. Un filmato del gioco venne mostrato durante l'evento Nintendo Treehouse Live all'E3 2017, dove furono mostrati filmati della parte anteriore e posteriore di più livelli.  Il filmato mostrava lo stile artistico legato ai ritagli di cartone della grafica del gioco, in modo simile a come Yoshi's Woolly World era legato a personaggi e mondi fatti di lana e Kirby e la stoffa dell'eroe al filato. Il gioco è stato creato utilizzando l'Unreal Engine 4.
Nel gioco finale, sembra che la capacità di "capovolgere" il mondo sia stata riveduta, poiché l'enfasi generale sulla meccanica è stata drasticamente ridotta. Alcune meccaniche ausiliarie mostrate al momento della rivelazione, come la capacità di capovolgere il punto di vista in multiplayer tramite una manovra simultanea a terra, sono state completamente rimosse, e invece la meccanica di capovolgimento esiste come modalità bonus. Il gioco supporta tutti gli Amiibo, la maggior parte dei quali garantisce ai giocatori costumi creati casualmente. Qualsiasi Amiibo relativa a Mario, tuttavia, permetteva ai giocatori di sfoggiare costumi speciali basati sul personaggio utilizzato.

## Accoglienza
| Testata               | Giudizio |
| --------------------- | -------- |
| Metacritic (media al) | 79/100   |
| 4Players.de           | 83/100   |
| Destructoid           | 7,5/10   |
| Easy Allies           | 8/10     |
| Edge                  | 8/10     |
| Game Informer         | 8,25/10  |
| Game Revolution       | 3,5/5    |
| GameSpot              | 8/10     |
| GamesRadar+           | 3,5/5    |
| Hardcore Gamer        | 4/5      |
| IGN                   | 7,8/10   |
| NGamer                | 16/20    |

Yoshi's Crafted World ha debuttato in cima a tutte le classifiche di vendita del Regno Unito, risultando il primo gioco Yoshi a conseguire tale risultato. Il gioco ha anche debuttato per primo in Giappone, con 53 327 vendite fisiche nei primi giorni, divenendo quindi il miglior lancio della serie da Yoshi's New Island del 2014. A luglio 2019, aveva venduto oltre 150 000 copie in Giappone.  Al 31 marzo 2019, il gioco aveva venduto 1,11 milioni di copie in tutto il mondo. I CESA Games White Papers del 2020 hanno rivelato che Yoshi's Crafted World ha venduto 1,84 milioni di unità, a dicembre 2019.
Nonostante il risultato migliore rispetto ai predecessori per Wii U e Nintendo 3DS, Media Create sostiene che il titolo non abbia incrementato le vendite del Nintendo Switch.

### Premi
| Anno | Premio                     | Categoria                    | Esito       | Note   |
| ---- | -------------------------- | ---------------------------- | ----------- | ------ |
| 2019 | Golden Joystick Awards     | Gioco dell'Anno Nintendo     | Candidato/a | [ 29 ] |
| 2019 | The Game Awards 2019       | Miglior gioco per famiglie   | Candidato/a | [ 30 ] |
| 2020 | 23° Annual D.I.C.E. Awards | Gioco dell'anno per famiglie | Candidato/a | [ 31 ] |
| 2020 | NAVGTR Awards              | Direzione artistica          | Candidato/a | [ 32 ] |
| 2020 | NAVGTR Awards              | Precisione dei comandi       | Candidato/a | [ 32 ] |